# Понте Коко (Виченца)
Понте Коко је насеље у Италији у округу Виченца, региону Венето.
Према процени из 2011. у насељу је живело 166 становника. Насеље се налази на надморској висини од 115 м.